# 펜티엄 II

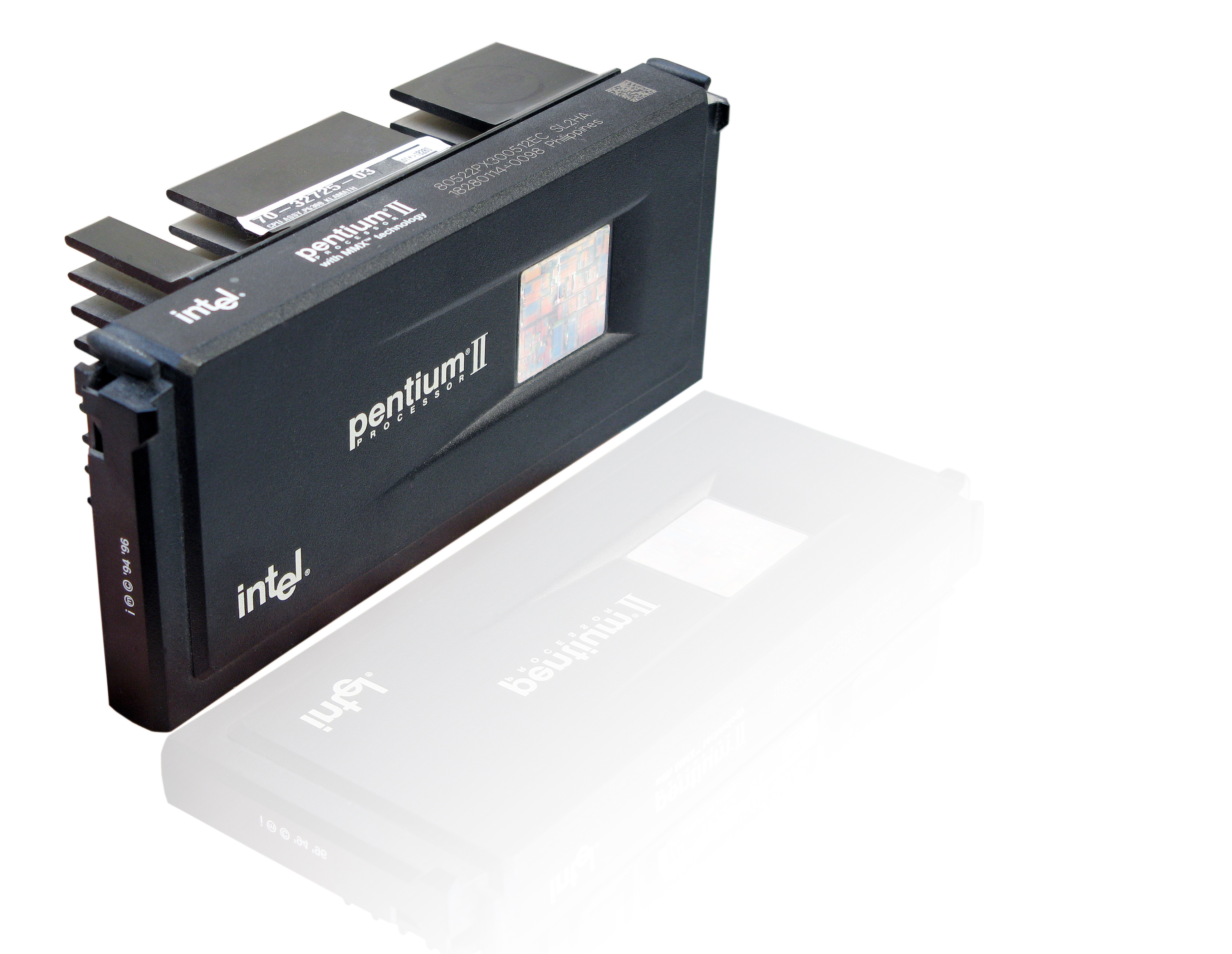
MMX 기술이 적용된 펜티엄 II 프로세서, SECC 카트리지.

펜티엄 II(Pentium II)는 1997년 5월 7일에 출시된 P6 마이크로아키텍처 기반의 6세대 인텔 x86 마이크로프로세서 브랜드이다. 이는 펜티엄 프로에서 볼 수 있었던 P6 마이크로아키텍처와 펜티엄 MMX의 MMX 명령어 집합을 결합했으며, 펜티엄 브랜드를 사용한 두 번째 프로세서이다.
750만 개의 트랜지스터를 포함하고 있는 펜티엄 II는 (256 KB 온다이 L2 캐시가 있는 모바일 딕슨의 경우 2740만 개) 550만 개의 트랜지스터를 포함했던 펜티엄 프로의 첫 번째 P6 세대 코어의 개선된 버전을 특징으로 했다. 하지만 L2 캐시 서브시스템은 펜티엄 프로에 비해 성능이 저하되었다. 1998년 인텔은 펜티엄 II 기반의 셀러론 프로세서 라인을 저가형 컴퓨터용으로, 인텔 펜티엄 II 제온 라인을 서버 및 워크스테이션용으로 출시하여 펜티엄 II 제품군을 세분화했다. 셀러론은 온다이 풀 스피드 L2 캐시가 축소되거나 생략되었고 (일부 경우에는 존재하지만 비활성화됨) 66 MT/s의 FSB를 특징으로 했다. 제온은 512 KB에서 2048 KB까지의 다양한 풀 스피드 L2 캐시, 100 MT/s의 FSB, 다른 물리적 인터페이스(슬롯 2), 그리고 대칭형 다중 처리 지원을 특징으로 했다.
1999년 2월, 펜티엄 II는 당시 새로 추가된 SSE 명령어 집합만 추가한 거의 동일한 펜티엄 III로 대체되었다. 하지만 구형 제품군은 데스크톱 장치의 경우 2001년 6월까지, 모바일 장치의 경우 2001년 9월까지, 그리고 임베디드 장치의 경우 2003년 말까지 계속 생산되었다.
인텔은 2005년 1월 1일 펜티엄 II 프로세서의 단종을 공식적으로 선언했다.

## 개요
펜티엄 II 마이크로프로세서는 전작인 펜티엄 프로의 마이크로아키텍처를 기반으로 했지만 몇 가지 중요한 개선 사항이 있었다.
이전 펜티엄 및 펜티엄 프로 프로세서와 달리 펜티엄 II CPU는 CPU 소켓 기반이 아닌 슬롯 기반 모듈로 패키징되었다. 프로세서와 관련 부품은 플라스틱 카트리지 내의 일반적인 확장 카드와 유사한 도터보드에 장착되었다. 한쪽에는 고정식 또는 탈착식 히트싱크가 장착되었으며, 때로는 자체 팬을 사용하기도 했다.
이 더 큰 패키지는 인텔이 보조 캐시를 프로세서에서 분리하면서도 밀접하게 연결된 백사이드 버스에 유지할 수 있도록 하는 타협안이었다. L2 캐시는 프로세서 클럭 주파수의 절반 속도로 작동했으며, 오프다이 L2 캐시가 프로세서와 동일한 주파수로 작동했던 펜티엄 프로와는 달랐다. 그러나 결합성은 16방향으로 증가했으며 (펜티엄 프로의 4방향과 비교), 크기는 항상 512 KB로 펜티엄 프로의 최소 옵션인 256 KB의 두 배였다. 오프 패키지 캐시는 펜티엄 프로의 낮은 수율 문제를 해결하여 인텔이 펜티엄 II를 주류 가격 수준으로 출시할 수 있게 했다.
인텔은 펜티엄 II에서 16비트 코드 실행 성능을 개선했다. 이는 펜티엄 프로가 눈에 띄게 약점이었던 부분으로, 세그먼트 레지스터 캐시를 추가함으로써 이루어졌다. 당시 대부분의 소비자 소프트웨어는 다양한 요인으로 인해 여전히 최소한 일부 16비트 코드를 사용하고 있었다. 부분 레지스터 문제 또한 가능한 한 파이프라인 플러시를 건너뛰는 내부 플래그를 추가하여 해결되었다. 더 느린 L2 캐시를 보완하기 위해 펜티엄 II는 펜티엄 프로의 두 배인 32 KB의 L1 캐시와 4개의 쓰기 버퍼(펜티엄 프로는 2개)를 특징으로 했으며, 이들은 각 파이프라인에 고정되지 않고 어느 파이프라인에서든 사용할 수 있다. 펜티엄 II는 또한 펜티엄 MMX에 이미 도입된 인텔 MMX 정수 SIMD 명령어 집합을 구현한 최초의 P6 기반 CPU였다.
펜티엄 II는 펜티엄 프로의 소비자 지향 버전이었다. 더 느린 L2 캐시 메모리가 분리되어 제조 비용이 저렴했다. 개선된 16비트 성능과 MMX 지원 덕분에 윈도우 9x와 같은 소비자용 운영 체제 및 멀티미디어 애플리케이션에 더 나은 선택이 되었다. 느리고 저렴한 L2 캐시의 성능 저하는 두 배가 된 L1 캐시와 레거시 코드에 대한 아키텍처 개선으로 완화되었다. 전체 프로세서 성능은 향상되면서 비용은 절감되었다.
모든 클라마스(Klamath)와 일부 초기 데슈트(Deschutes) 펜티엄 II는 512 MB만 캐시할 수 있는 통합 L2 캐시 컨트롤러/tag RAM 칩을 사용했다. 이론적으로는 더 많은 램을 설치할 수 있었지만, 이는 매우 느린 성능을 초래했을 것이다. 이 제한은 당시 일반 가정 사용자에게는 실질적으로 중요하지 않았지만, 일부 워크스테이션 또는 서버 사용자에게는 문제였다. 아마도 인텔은 펜티엄 II를 전체 4 GB 캐시 가능 영역을 가진 더 고급 펜티엄 프로 라인과 구별하기 위해 의도적으로 이 제한을 두었을 것이다. 일부 333 MHz 및 모든 350 MHz 이상 펜티엄 II 칩에 있는 '82459AD' 개정판 칩은 이러한 제한을 해제하고 전체 4 GB 캐시 가능 영역도 제공했다.

## 변형

### 클라마스
초기 클라마스 펜티엄 II 마이크로프로세서 (인텔 제품 코드 80522)는 233, 266, 300 MHz로 작동했으며 0.35 μm 공정으로 생산되었다. 그러나 300 MHz 버전은 1997년 후반에 대량으로 출시되었다. 이들 CPU는 66 MHz 프론트 사이드 버스를 가졌으며 초기에는 펜티엄 프로를 위해 설계된 구형 인텔 440FX 나토마 칩셋이 장착된 마더보드에 사용되었다. 인텔 440LX 발보아 칩셋을 사용하는 펜티엄 II 기반 시스템은 SDRAM (430VX와 함께 이미 도입되었으며 EDO RAM을 대체할 예정이었다)과 AGP 그래픽 버스를 널리 보급시켰다.
1997년 7월 14일, 인텔은 일반 모델의 2× 64비트 비ECC L2 캐시와 달리 엔트리급 서버용으로 2× 72비트 ECC L2 캐시를 갖춘 펜티엄 II 클라마스 버전을 발표했다. 추가 비트는 성능에 영향을 미치지 않으면서 하드웨어에 내장된 오류 수정 기능을 제공한다. 이 변형은 CPU 부품 번호를 통해 확인할 수 있다.
인텔의 "패밀리/모델/스테핑" 체계에서 클라마스 CPU는 패밀리 6, 모델 3이다.

### 데슈트
1998년 1월 333 MHz로 데뷔한 데슈트 코어 펜티엄 II (80523)는 0.25 μm 공정으로 생산되었으며 전력 소모량이 현저히 낮다. 다이 크기는 113 mm2이다. 333 MHz 변형은 구형 66 MT/s 프론트 사이드 버스를 사용한 마지막 펜티엄 II CPU였다. 이후의 모든 데슈트 코어 모델은 100 MT/s FSB를 사용했다. 1998년 후반에는 266, 300, 350, 400, 450 MHz로 작동하는 펜티엄 II도 출시되었다. 데슈트 코어는 빠른 FPU 컨텍스트 저장 및 복원을 위한 FXSAVE 및 FXRSTOR 명령어를 도입했다. 설계 수명 말기에는 인텔의 냉각 및 설계 사양 내에서 500 MHz를 지원하는 데슈트 칩이 생산되었다. 그러나 이들은 시판되지 않았다. 이미 배수 고정된 장치를 폐기하는 대신, 테스트를 거쳐 배수가 5로 고정된 데슈트 장치는 333 MHz로 판매되었다. 이는 100 MHz 버스 옵션을 비활성화함으로써 이루어졌다. 오버클럭커들은 이 사실을 알게 되자 해당 장치를 구매하여 500 MHz를 훨씬 넘는 속도로 실행했다. 특히 오버클럭 시 마지막 배치 "333 MHz" CPU는 350, 400, 450 MHz로 판매된 CPU보다 훨씬 높은 속도를 낼 수 있었다.
데슈트 코어가 100 MT/s 프론트 사이드 버스를 지원하면서 440BX 시애틀 칩셋과 그 파생 칩셋인 440MX, 450NX, 440ZX 칩셋이 인텔에서 출시되었다. 1993년부터 시장에 출시된 구형 66 MHz FSB를 대체한 100 MHz FSB는 펜티엄 II 라인업에 견고한 성능 향상을 가져왔다. 350 MHz부터 시작하는 펜티엄 II 칩은 SECC와 SECC2 폼 팩터로 모두 출시되었다. 후기 펜티엄 II는 또한 기존의 본딩 방식과 달리 다이에 직접 히트싱크가 접촉하는 플립칩 기반 패키징으로 전환되었다.
클라마스는 4개의 캐시 칩을 특징으로 하며 동시 액세스 시 약간의 성능 향상을 위해 인터리빙 (2x 64비트)을 통해 듀얼 포팅을 시뮬레이션하지만, 데슈트는 2개의 캐시 칩만 가지고 있으며 동일한 클럭 속도에서 약간 더 낮은 L2 캐시 성능을 제공한다. 또한 데슈트는 항상 ECC가 활성화된 L2 캐시를 특징으로 한다.

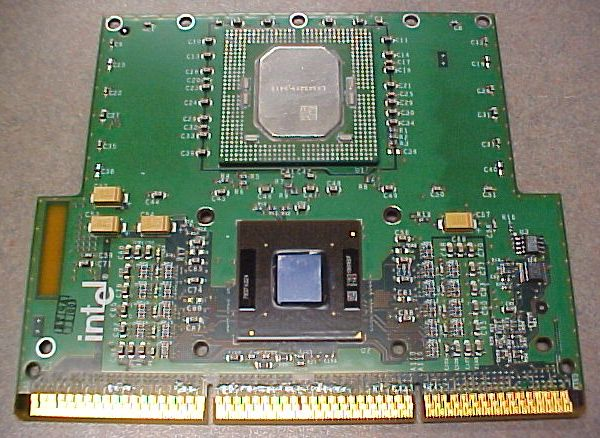
512 KB 캐시가 있는 펜티엄 II 제온 450 MHz. 카트리지 덮개가 제거되었다.

펜티엄 II 제온은 워크스테이션 및 서버에서 사용하도록 고안된 데슈트 코어의 고급 버전이었다. 주요 특징으로는 다른 유형의 슬롯(슬롯 2), 케이스, 보드 디자인, 그리고 더 비싸고 풀 스피드의 맞춤형 오프다이 L2 캐시가 사용되었다. 512 KB, 1 MB 또는 2 MB의 L2 캐시를 갖춘 버전은 보드에 통합된 512 KB 칩의 수를 다양하게 하여 생산되었다.

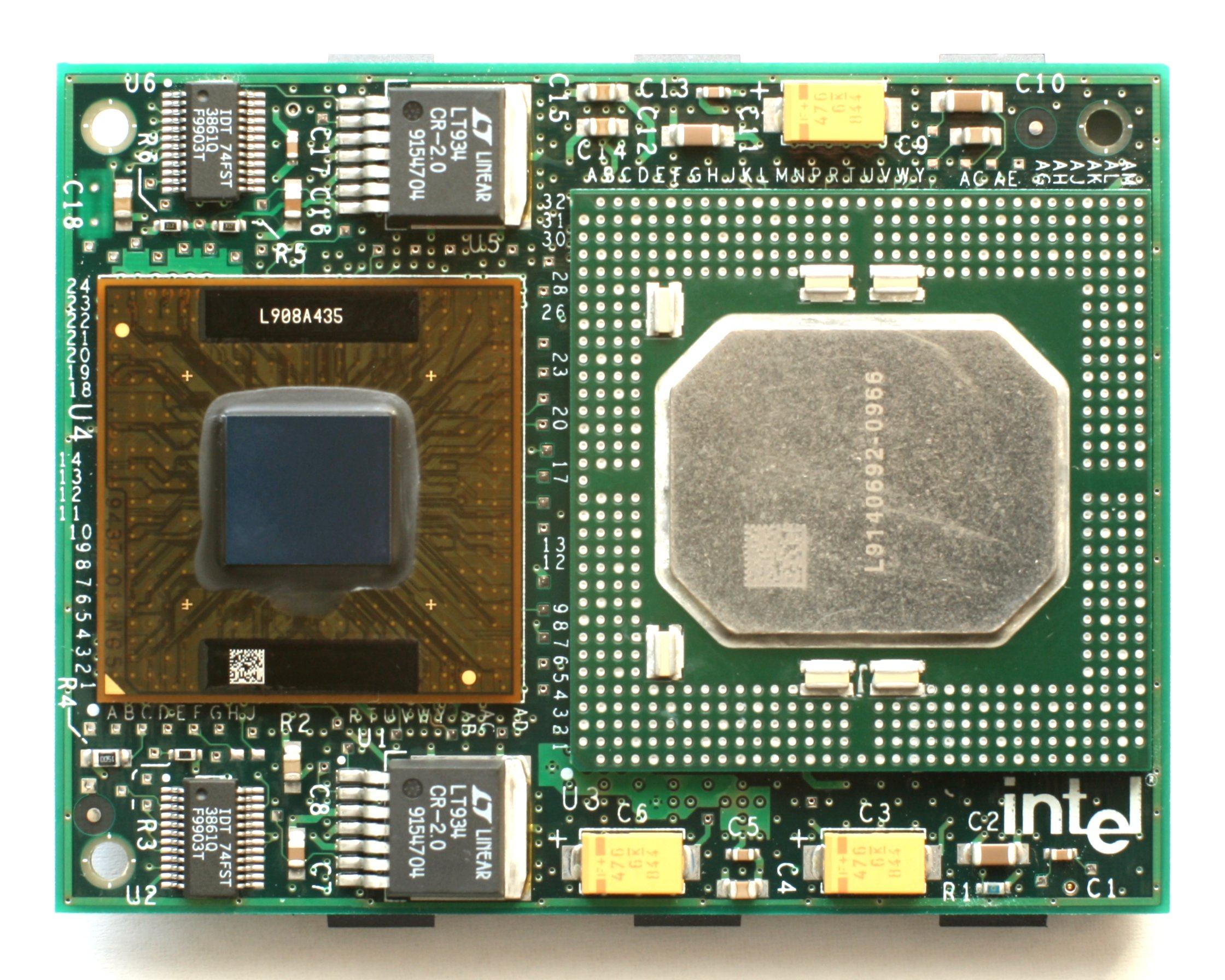
히트싱크가 없는 펜티엄 II 오버드라이브. 왼쪽은 데슈트 코어, 오른쪽은 캐시.

인텔의 "패밀리/모델/스테핑" 체계에서 데슈트 CPU는 패밀리 6, 모델 5이며 부품 번호는 80523이다.

#### 펜티엄 II 오버드라이브
1998년, 0.25 μm 데슈트 코어는 기업 펜티엄 프로 사용자들이 노후화된 서버를 업그레이드할 수 있도록 돕는 펜티엄 II 오버드라이브 프로세서 제작에 활용되었다. 데슈트 코어를 플립칩 패키지로, 펜티엄 II 제온의 512 KB 풀 스피드 L2 캐시 칩과 함께 소켓 8 호환 모듈로 결합하여 60 또는 66 MHz 프론트 사이드 버스에서 작동할 수 있는 300 또는 333 MHz 프로세서를 만들었다. 이 조합은 펜티엄 II와 펜티엄 II 제온의 매력적인 측면 일부를 한데 모았다. 즉, 각각 MMX 지원/개선된 16비트 성능과 풀 스피드 L2 캐시를 제공했다. 나중에 출시된 "딕슨" 모바일 펜티엄 II는 256 KB의 풀 스피드 캐시로 이 조합을 모방했다.
인텔의 "패밀리/모델/스테핑" 체계에서 펜티엄 II 오버드라이브 CPU는 패밀리 6, 모델 3으로 식별되지만, 이는 패밀리 6/모델 3 클라마스 코어를 기반으로 하지 않기 때문에 오해의 소지가 있다. 인텔의 펜티엄 II 프로세서 업데이트 문서에서 언급된 바와 같이, "이 프로세서는 CPUID가 163xh이지만, 펜티엄 II 프로세서 CPUID 065xh 프로세서 코어를 사용한다."

### 통가
0.25 μm 통가 코어는 최초의 모바일 펜티엄 II였으며 데스크톱 모델의 모든 기능을 갖추었다.
인텔의 "패밀리/모델/스테핑" 체계에서 통가 CPU는 패밀리 6, 모델 5이다.

### 딕슨

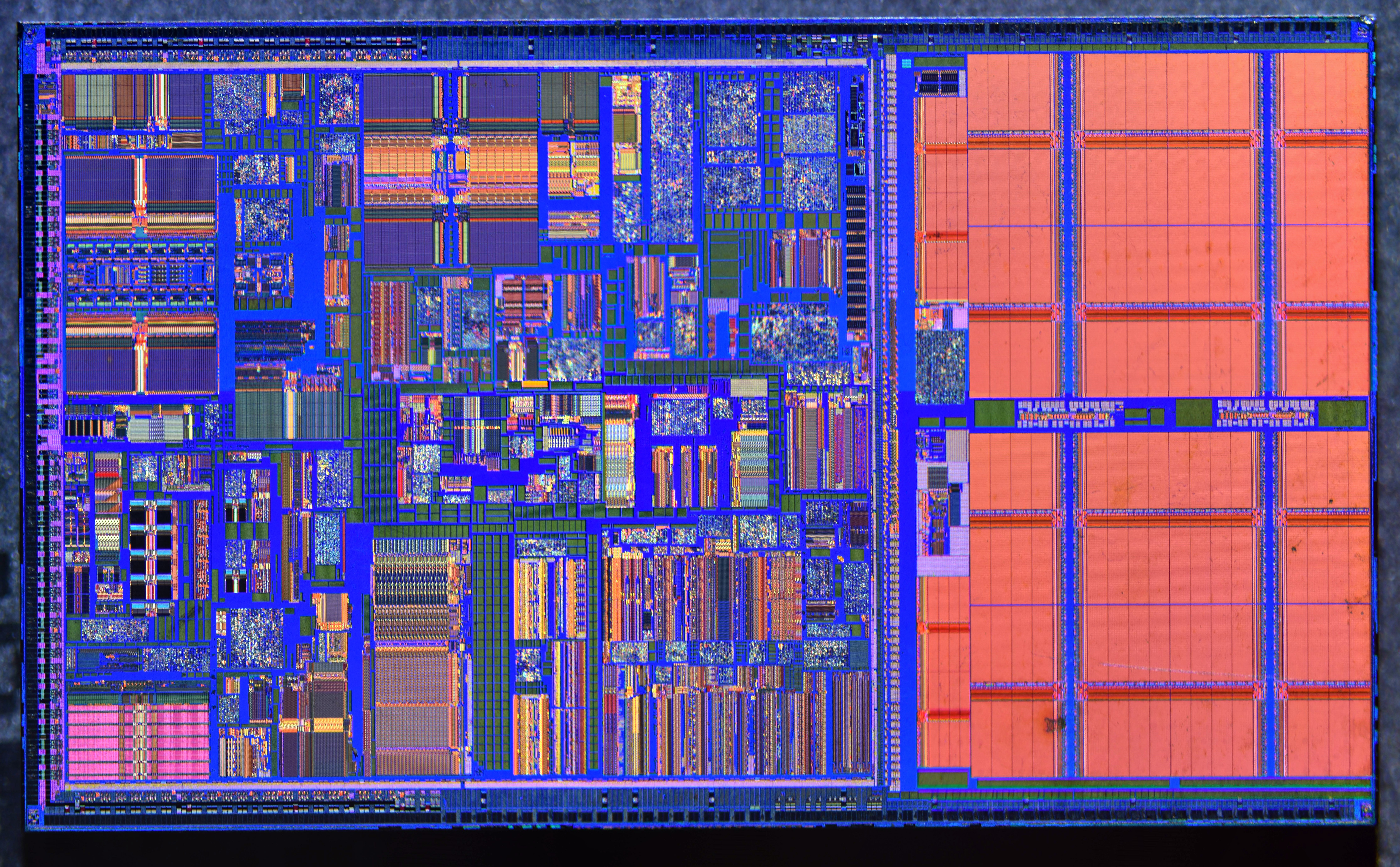
펜티엄 II 딕슨 다이

나중에 1999년, 256 KB의 온다이 풀 스피드 캐시를 갖춘 0.25; 0.18 (400 MHz) μm 딕슨 코어가 모바일 시장을 위해 생산되었다. 리뷰에 따르면 딕슨 코어가 생산된 펜티엄 II 유형 중 가장 빠르다는 것이 입증되었다.
인텔의 "패밀리/모델/스테핑" 체계에서 딕슨 CPU는 패밀리 6, 모델 6이며 인텔 제품 코드는 80524이다. 이 식별자는 멘도시노 셀러론 프로세서와 공유된다.

## 코어 사양

### 데스크톱

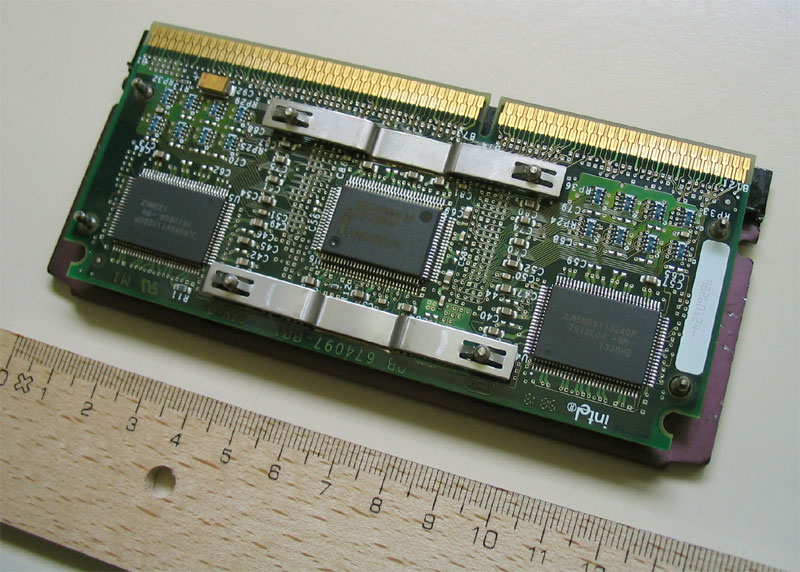
플라스틱 케이스를 제거한 펜티엄 II 클라마스 뒷면으로, 범용 L2 캐시 칩과 캐시 태그 SRAM (중앙)을 보여준다.

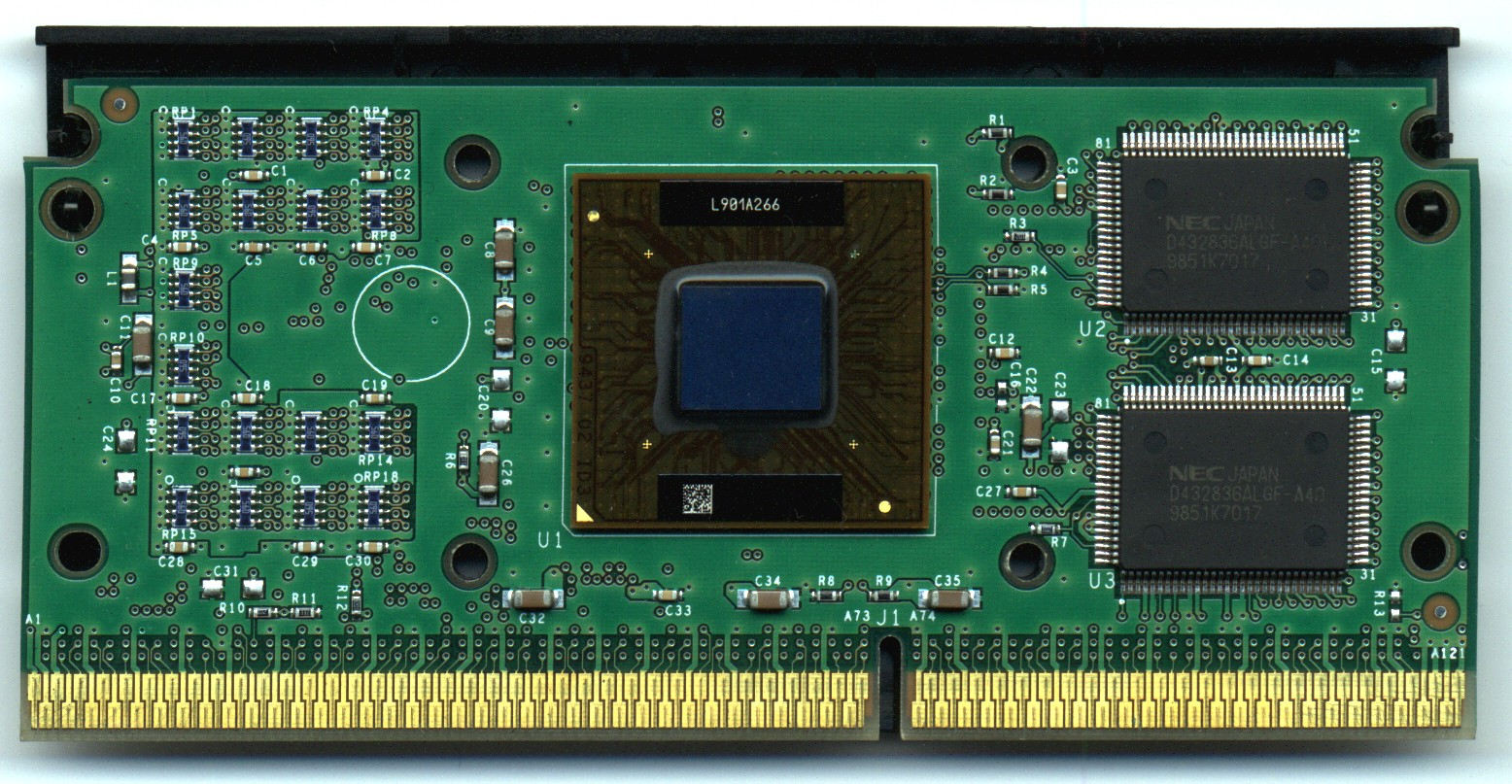
펜티엄 II 데슈트, SECC2 변형. 중앙에 CPU 코어, 오른쪽에 캐시.

데슈트 다이 샷

#### 클라마스 (80522)
- L1 캐시: 16 + 16 KB (데이터 + 명령어)
- L2 캐시: 512 KB, CPU 모듈의 외부 칩으로 CPU 주파수의 절반 클럭으로 작동.
- 패키징: 슬롯 1 모듈
- MMX
- 프론트 사이드 버스: 66 MT/s, GTL+
- VCore: 2.8 V
- 공정: 350 nm CMOS
- 첫 출시: 1997년 5월 7일
- 클럭 속도: 233, 266, 300 MHz

#### 데슈트 (80523)
- L1 캐시: 16 + 16 KB (데이터 + 명령어)
- L2 캐시: 512 KB, CPU 모듈의 외부 칩으로 CPU 주파수의 절반 클럭으로 작동.
- 패키징: 슬롯 1 모듈
- MMX
- 프론트 사이드 버스: 66, 100 MT/s, GTL+
- VCore: 2.0 V
- 공정: 250 nm CMOS
- 첫 출시: 1998년 1월 26일
- 클럭 속도: 266–450 MHz
  - 66 MT/s FSB: 266, 300, 333 MHz
  - 100 MT/s FSB: 350, 400, 450 MHz

### 데슈트 (펜티엄 II 오버드라이브)
- L1 캐시: 16 + 16 KB (데이터 + 명령어)
- L2 캐시: 512 KB 외부 칩 (CPU 모듈 상, CPU 속도의 100%로 작동)
- 소켓: 소켓 8
- 프론트 사이드 버스: 60 또는 66 MT/s, GTL+
- VCore: 3.1–3.3 V (온보드 전압 조정기 포함)
- 제조: 250 nm
- 데슈트 세대 펜티엄 II 기반
- 첫 출시: 1998년
- MMX 기술 지원
- sSpec 번호 SL2KE는 소켓 8용 통합 히트싱크/팬 조합으로 판매된 펜티엄 II 오버드라이브를 의미한다. [sSpec 번호 SL2EA는 슬롯 1용 통합 히트싱크는 있지만 팬은 없는 펜티엄 II 오버드라이브를 의미한다.]

### 모바일

#### 통가 (80523)
모바일 펜티엄 II

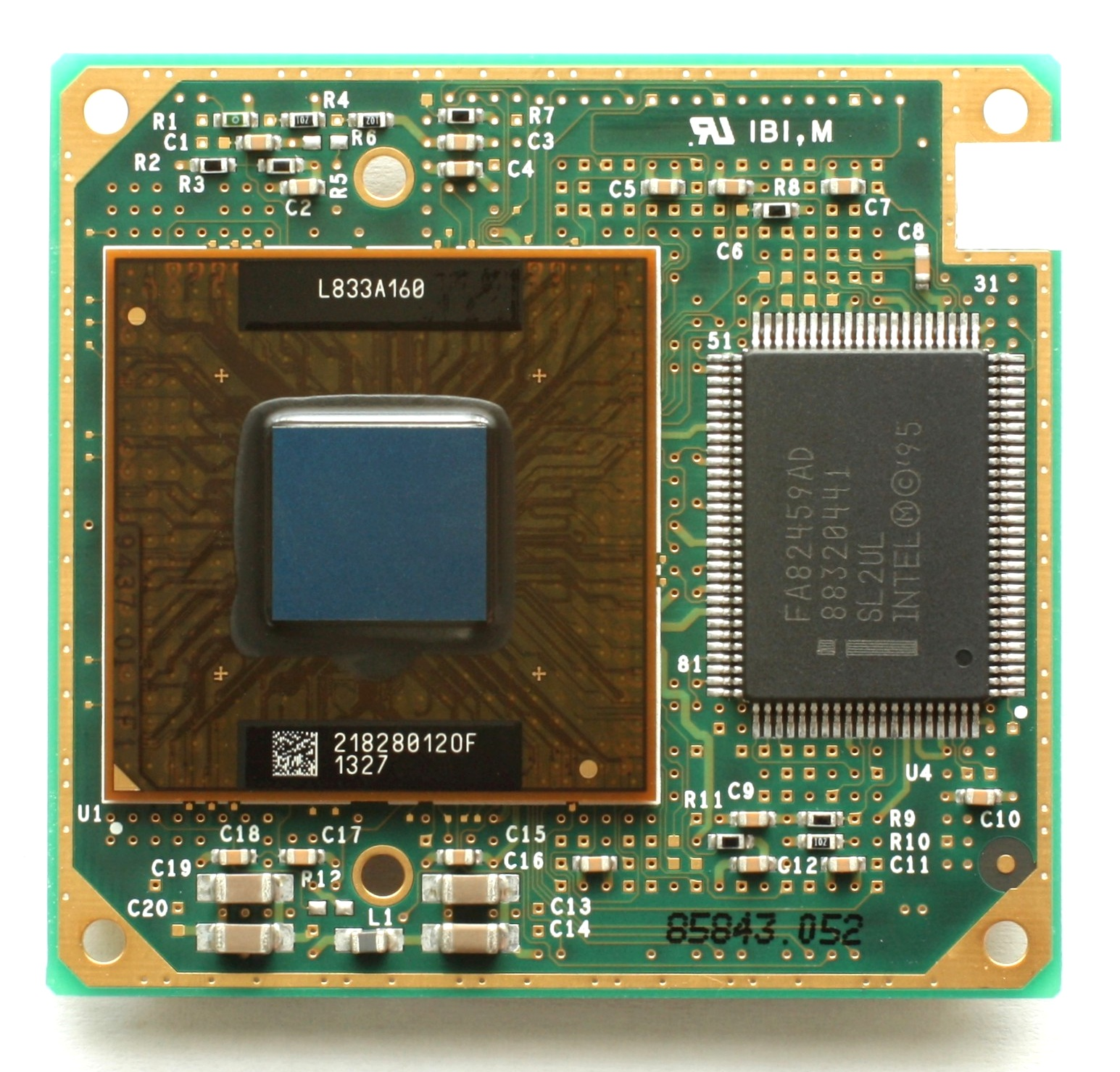
모바일 펜티엄 II (통가).

- L1 캐시: 16 + 16 KB (데이터 + 명령어)
- L2 캐시: 512 KB, CPU 모듈의 외부 칩으로 CPU 주파수의 절반 클럭으로 작동.
- 패키지: MMC-1, MMC-2, Mini-Cartridge
- MMX
- 프론트 사이드 버스: 66 MT/s, GTL+
- VCore: 1.6 V
- 공정: 250 μm CMOS
- 첫 출시: 1998년 4월 2일
- 클럭 속도: 233, 266, 300 MHz

#### 딕슨 (80524)

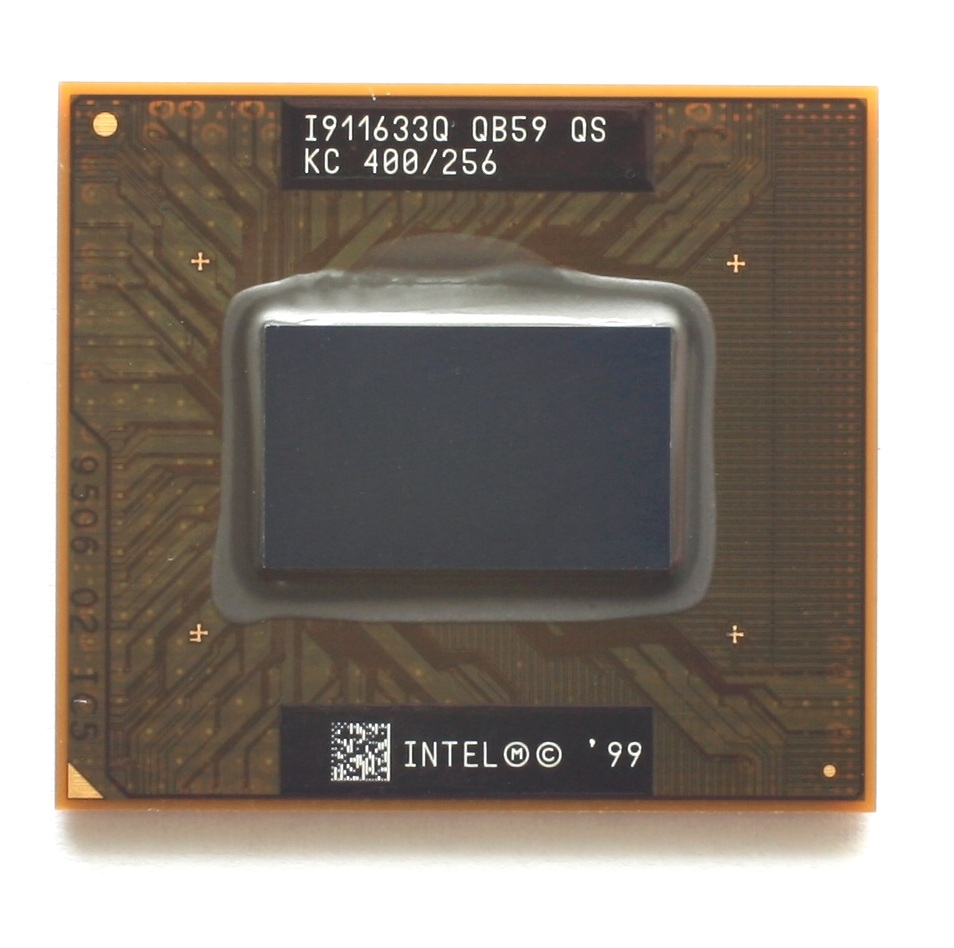
모바일 펜티엄 II (딕슨) 400 MHz.

모바일 펜티엄 II PE ("성능 향상")
- L1 캐시: 16 + 16 KB (데이터 + 명령어)
- L2 캐시: 256 KB, 온다이, 풀 스피드.
- 패키지: BGA1, MMC-1, MMC-2, μPGA1 PPGA-B615
- MMX
- 프론트 사이드 버스: 66, 100 MT/s, GTL+
- VCore: 1.5, 1.55, 1.6, 2.0 V
- 공정: 250, 180 (400 MHz) nm CMOS
- 첫 출시: 1999년 1월 25일
- 클럭 속도: 266, 300, 333, 366, 400 MHz
- 2740만 트랜지스터 포함
- 다이 크기 (반도체 칩)는 10.36 mm x 17.36 mm = 179.85 mm2

## 같이 보기
- 셀러론
- 인텔 펜티엄 II 마이크로프로세서 목록